# Club Sport Emelec (natación)

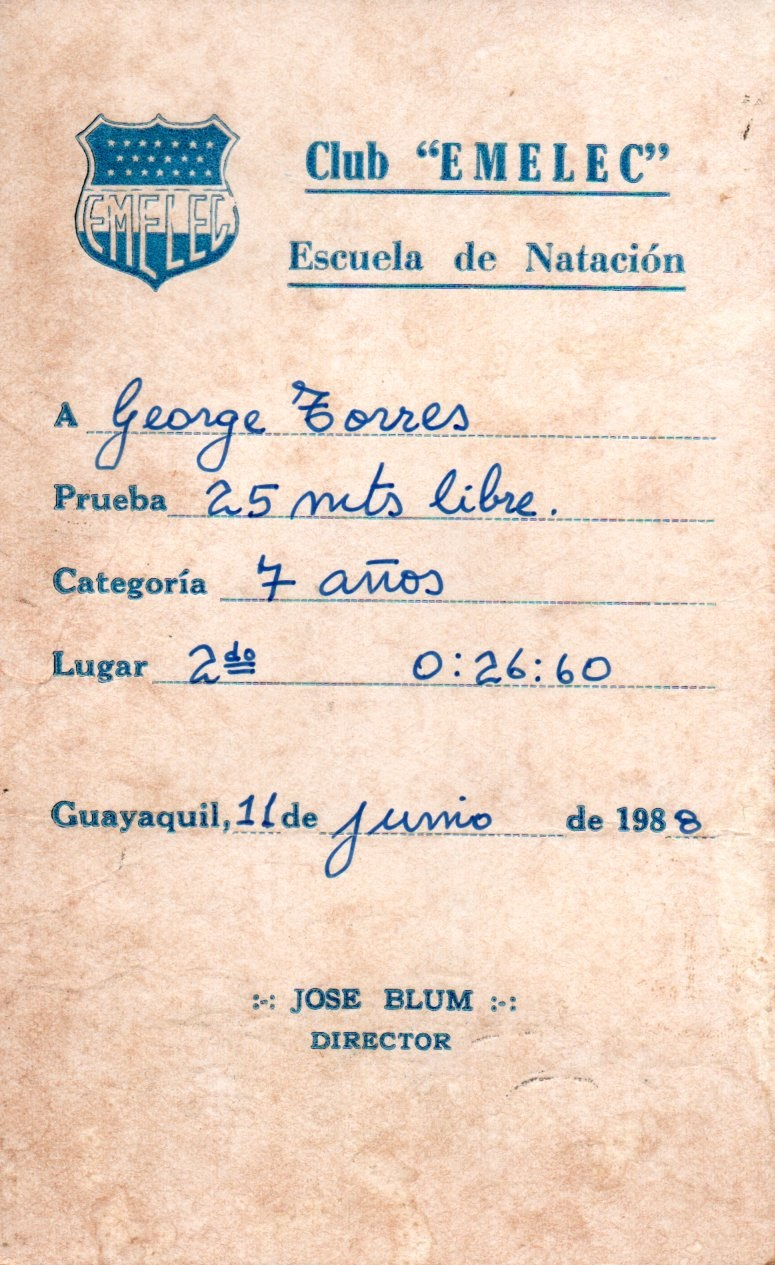
Boleta de inscripción al club de natación

Emelec es un equipo de natación filial del Club Sport Emelec. Es un equipo que ha participado intermitentemente en los campeonatos de natación en Ecuador. Con una totalidad de 30 títulos en diferentes especialidades. Entre los miembros de directorio del Club Sport Emelec se incluye un miembro permanente de la comisión de natación.

## Historia
En 1930 Emelec inaugura su piscina en la esquina de 5 de Junio y Portete, en la cual practicaron célebres nadadores del Ecuador, como: Pablo Coello, Pepe Gálvez y Abel Gilbert Vásconez. 
Aunque es uno de los deportes más antiguos de los que forman parte de Emelec, no hay datos certeros de títulos obtenidos en los primeros años. Por lo que su palmarés se cuenta desde el año 2003.

## Palmarés
| Campeonatos                 | N.º | Título Infantil | Título Juvenil   | Títulos Mayores        | Título Master                      |
| --------------------------- | --- | --------------- | ---------------- | ---------------------- | ---------------------------------- |
| Campeonatos Internacionales | 8   |                 |                  | 2003, 2004             | 2002, 2010, 2013, 2013, 2013, 2013 |
| Campeonatos Nacionales      | 11  | 2011, 2011      | 2004, 2005       | 2004, 2005             | 2010, 2011, 2014, 2014, 2015       |
| Campeonatos Provinciales    | 11  | 2011 M, 2011 H  | 2005, 2005, 2005 | 1999, 2003, 2004, 2005 | 2003, 2014                         |

En la Categoría Master el Club Sport Emelec ha acumulado la siguiente cantidad de medallas en los Sudamericanos y Panamericanos en los que ha participado, consolidándose como uno de los equipos más fuertes de la región gracias a sus valiosos representantes:
| Medallas | 2005 | 2006 | 2007 | 2008 | 2009 | 2010 | 2012 | 2013 | 2014 | 2016 | 2017 | 2018 | 2019 | 2022 | 2023 | 2024 | Total |
| -------- | ---- | ---- | ---- | ---- | ---- | ---- | ---- | ---- | ---- | ---- | ---- | ---- | ---- | ---- | ---- | ---- | ----- |
| Oro      | 9    | 5    |      | 11   | 4    | 2    | 2    |      | 17   | 3    | 1    | 6    | 6    | 37   | 1    | 0    | 104   |
| Plata    | 6    | 9    | 1    | 5    | 2    |      | 1    | 3    | 6    | 1    | 5    | 6    | 14   | 31   | 5    | 1    | 96    |
| Bronce   | 8    | 5    |      | 10   | 4    |      | 1    | 3    | 1    | 1    | 2    | 2    | 5    | 15   | 1    | 0    | 58    |
| Total    | 23   | 19   | 1    | 26   | 10   | 2    | 4    | 6    | 24   | 5    | 8    | 14   | 25   | 83   | 7    | 1    | 258   |

Hay que destacar aquellos nombres que en los últimos años han dejado por todo lo alto el nombre Club Sport Emelec, escribiendo páginas que siguen llenando de gloria a la institución:
| N.º | Nadadores                | Oro | Plata | Bronce | Total |
| --- | ------------------------ | --- | ----- | ------ | ----- |
| 1   | Nelson Suárez Sevilla    | 18  | 2     | 1      | 21    |
| 2   | César Jiménez Lascano    | 12  | 17    | 17     | 46    |
| 3   | Luis Bajaña Pérez        | 12  | 2     |        | 14    |
| 4   | José Hidrovo Peñaherrera | 10  | 15    | 8      | 33    |
| 5   | Manuel Agama Pesantes    | 10  | 13    | 5      | 28    |
| 6   | Jhon Salmon Alvarado     | 7   | 8     | 4      | 19    |
| 7   | Gregory Fuentes Cali     | 6   |       |        | 6     |
| 8   | William Véliz Villamar   | 4   | 4     |        | 8     |
| 9   | Lorenzo Montes Yépez     | 4   | 2     | 3      | 9     |
| 10  | Guillermo Pincay Romero  | 3   | 10    | 2      | 15    |

Finalmente, hoy por hoy el logro más representativo en este deporte es el BICAMPEONATO MUNDIAL en la Categoría Master obtenido por nuestro representante Sr. Luis Bajaña Pérez en Doha 2024:
- 800 metros libres con un tiempo de 11:11.41 y,
- 400 metros libres con un tiempo de 5:24.82

Un hecho histórico para el Club Sport Emelec y para el país.